# فيزيوقراطية
الفيزيوقراطية (Physiocrats)، أو المذهب الطبيعي مذهب نشأ في فرنسا في القرن الثامن عشر، وذهب أصحابه إلى القول بحرية الصناعة والتجارة وبأنّ الأرض هي مصدر الثروة كلها.
وزعيم هذا المذهب هو الدكتور فرنسوا كيناي، (1694 - 1778)، (Quesnay)، طبيب الملك لويس الخامس عشر، ومن أنصاره مرسييه دلاريفير (Mercier De La Riviere)، وميرابو (Murabeau)، وديبون دي تيمور (Dupont de Nemours)، وأطلق عليهم الطبيعيون، لاعتقادهم بسيادة القوانين الطبيعية، وقد انتقدوا مذهب التجاريين (المركنتلية) الذين اعتبروا ثروة الأمم أنما تقاس بما تملكه من معادن نفيسة (الذهب والفضة)، وقالوا بأن هذين المعدنين ليسا غاية النشاط الاقتصادي وإنما هما وسيلة له.
وتقوم مبادئ المذهب الطبيعي الفيزيوقراطية على الآتي:
- الاعتقاد بوجود نظام طبيعي (Natural order)، يستمد قواعده من العناية الإلهية (Providential order)، وهي ليست من صنع البشر.

وإن هذه القواعد أو القوانين يمكن أن تسري من تلقاء نفسها دون تدخل الإنسان.
- أساس النظام في المذهب الطبيعي هو الملكية الفردية، والحرية الاقتصادية، وشعار الطبيعيون (الفيزوقراطيون) هو:

دعه يمر دعه يعمل (Laissez Passer, Laissez Fair).
- العمل الزراعي هو العمل المنتج الوحيد، والزراعة هي التي تغل ناتجا صافيا، وإن الصناعة والتجارة هما عبارة عن أعمال خدمية غير منتجة.

وكانوا يسمون التجار والصناع وأرباب المهن بالطبقة العقيمة غير المنتجة، لأنها لا تخلق ثروة جديدة، ولهذا فإن أهم ما ترتب على نظرية (الفيزوقراط) أو المذهب الطبيعي من نتائج أنها اختصت بالضرائب.
وطالما إن الأرض هي مصدر الثروة فيجب أن تقتصر عليها الضريبة فقط.
وكان من رأيهم أن تكون السلطة الدستورية مطلقة للملك وأن تسند هذه السلطة إلى مستبد عادل، وتكون مهمته توجيه الأفراد نحو النظام الطبيعي (Physiocrats)، وكانوا يطالبون بأن تكون الحكومة ملكية ووراثية مطلقة. 
وكان الفيزوقراط يسمون أنفسهم كذلك بالاقتصاديين (Economistes).

## أهم الانتقادات
وأهم ما يوجه من انتقاد نحو المذهب الطبيعي الفيزوقراطي هو تعريفهم للأنتاج بأنه خلق مادة جديدة، إذ أن الإنتاج في حقيقته هو خلق منفعة أو زيادتها لا خلق مادة جديدة، كذلك أنتقد رأيهم بأقتصار الضريبة على الأرض، إذ أن ذلك أجحافا بطبقة المزارعين والفلاحين، بالإضافة لأن هذه الضريبة لا تكفي وحدها لسد نفقات الدولة.
كان المذهب الطبيعي ينسب للأرض القيمة الاقتصادية الكبرى، فأعطى المذهب الكلاسيكي هذه القيمة للعمل، وليس مرد ذلك إلى الانتقال من العصر الزراعي إلى العصر الصناعي فحسب، بل إنه ليعبر عن رغبات الطبقة الجديدة التي تريد أن تفرض نفوذها المالي على المجتمع، وتستأثر بالعمال الذين كانت غالبيتهم تعمل في الزراعة.